# Мирамиши (Нью-Брансуик)
Мирамиши (англ. Miramichi) — город в графстве Нортамберленд провинции Нью-Брансуик (Канада).

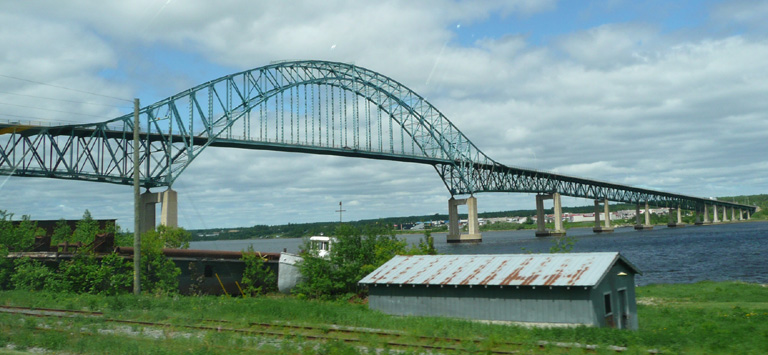
Мост Столетия через реку Мирамиши

Город находится на северо-востоке провинции в устье одноименной реки, одной из самых известных канадских «лососёвых» рек. Четвёртый по величине город провинции с населением 18129 человек (2006 год). Образован в 1995 году слиянием городов Чатем и Ньюкасл, а также деревень Дугластаун, Логвилл и Нельсон-Мирамиши. Первое европейское поселение появилось на этом месте около 1648 года, когда Николас Денис основал в эстуарии реки форт и торговую факторию.
Климат в городе прохладный и влажный, среднегодовая температура составляет 4,7°С, средняя температура января равна −10,7°С, средняя температура июля равна 19,2°С. Рекордно низкая температура наблюдалась 2 февраля 1962 года (-35°С), рекордно высокая — 12 августа 1944 года (37,8°С). Осадки выпадают равномерно в течение всего года, среднегодовое количество осадков равно 1115 мм.
На территории города имеются памятники провинциального и федерального значения — провинциальный парк на месте лагеря акадийских изгнанников 1756 года, Морской госпиталь в Дугластауне, остров Мидл, где размещалась карантинная станция и похоронены погибшие в пути ирландские иммигранты, плывшие в Канаду во время страшного голода 1844—1849 годов. Кроме того, недалеко от города находится историческое место Макдональд Фарм (MacDonald Farm), Акадийская историческая деревня (Acadian Historical Village) и национальный парк Кучибогвак.

## Города-побратимы
- Монахан, Ирландия